# La Cicatrice (roman)
Pour les articles homonymes, voir La Cicatrice.
La Cicatrice est un roman écrit en français par l'auteur américain Bruce Lowery en 1960. Il raconte l'histoire de Jeff, raillé par ses camarades à cause de sa "cicatrice", qui sombre peu à peu dans une coupable solitude. Cet ouvrage a été récompensé par le prix Rivarol en 1961 et un prix de l'Académie française en 1962.

## Résumé
Novembre 1944, aux États-Unis. Les parents de Jeff,13 ans, et de Bubby, 6 ans, viennent de déménager. Leur arrivée dans une nouvelle ville va causer de nouveau des problèmes d'intégration pour Jeff. Sa "cicatrice", qui le fait rapidement surnommer "Grosse-Lèvre", le rend objet des railleries de ses nouveaux camarades à l'école.
Isolé, sans ami, Jeff passe son temps à s'adonner à la philatélie et joue avec son petit frère, qui lui voue une admiration et un amour sans bornes. Toutefois, sans véritablement savoir s'il est motivé par de la pitié ou de la sympathie, Willy fait entrer Jeff dans le cercle de ses copains. Durant les vacances de Noël 1944, il l'invite chez lui, et lui montre sa propre collection de timbres. Mais pris d'une pulsion incontrôlable, Jeff lui "vole" (mot que lui-même n'acceptera jamais) ses plus beaux timbres. Parvenant à échapper à une fouille au moyen d'un chantage affectif qui lui devient vite odieux, Jeff rentre chez lui pas très convaincu de la gravité de son acte.
S'ensuit alors pour Jeff un rapide changement de personnalité. Contraint au mensonge, il rejette ses parents et Bubby, qui ne comprennent plus ses réactions. L'affaire du vol s'ébruite à l'école, ce qui augmente encore la grossièreté des mensonges que Jeff doit employer pour se couvrir, accusant Willy de mentir. Il s'isole de plus en plus.
Sur les conseils de M. Sandt, vieil allemand que personne ne visite, mais seul "ami" de Jeff avec qui il partage la passion des timbres et de la numismatique, Jeff essaye de trouver un moyen d'avouer son crime. Involontairement d'abord, puis avec la plus vive conviction, il parvient à faire porter le vol sur les épaules de Ronald, camarade sûr de sa culpabilité. Mais ce retournement de situation n'est pas pour rasséréner Jeff, qui reste très méfiant et garde des relations difficiles avec tous. Il sera ensuite bouleversé par la mort prématurée de son frère qui, à la suite d'une énième dispute entre eux, fait une chute mortelle dans les escaliers.

## Thèmes traités
- Bruce Lowery traite principalement dans son ouvrage des difficultés de l'enfance, de sa fin et de l'entrée dans l'adolescence. Il aborde notamment la dureté entre les enfants. Le bec de lièvre mal cicatrisé de Jeff est un des éléments fondamentaux de son exclusion.
- Autre sujet d'exclusion : la religion. Les tensions sont ainsi très fortes entre les petites voisines, catholiques, et Jeff, dont la pratique du protestantisme n'a pourtant rien d'excessive. Elle se cantonne à tenter des marchandages avec Dieu, qui déjà l'éprouve en lui ayant fait cette cicatrice, alors s'il pouvait faire en sorte que le lendemain, au réveil, les timbres volés aient repris leur place originelle… Ce tiraillement est également palpable lorsque Jeff se rend dans une église catholique pour prier, lors de l'hospitalisation de Bubby.
- Le thème du mensonge est bien évidemment central dans l'ouvrage, puisque c'est lui qui amène Jeff à changer totalement de personnalité.
- En toile de fond, apparaît la vie des familles américaines durant la Seconde Guerre mondiale. Ainsi, la vie de la classe est rythmée par les cérémonies d'hommage aux parents ou aux frères des élèves, morts au combat.